# Eunice Barber
Eunice Barber, sierraleonsko-francoska atletinja, * 17. november 1974, Freetown, Sierra Leone.
Od leta 1999 je nastopala na Francijo. Nastopila je na poletnih olimpijskih igrah v letih 1992, 1996, 2000 in 2004, najboljšo uvrstitev je dosegla leta 1996 s petim mestom v sedmeroboju. Na svetovnih prvenstvih zlato in dve srebrni medalji v sedmeroboju ter zlato in bronasto medaljo v skoku v daljino.